# جیران سفلی
جیران سفلی، روستایی است از توابع بخش مرکزی شهرستان ارومیه و در شهرستان ارومیه استان آذربایجان غربی ایران.

## جمعیت
این روستا در دهستان ترکمان قرار داشته و بر اساس سرشماری سال ۱۳۸۵ جمعیت آن ۵۸ نفر (۱۵ خانوار)
بوده‌است.